# Atmosferyki
Atmosferyki – zwyczajowa nazwa fal radiowych od długościach od 15 do 1 500 000 metrów (częstotliwości 20MHz-200Hz) powstających w atmosferze Ziemi. Pochodzenie atmosferyków jest naturalne, z wyładowań elektrycznych zachodzących w atmosferze - stanowią więc naturalne szumy przy odbiorze fal radiowych. Obserwacje atmosferyków służą badaniom jonosfery i magnetosfery.
Najistotniejszym rodzajem atmosferyków są świsty, częstotliwości 1-15 kHz, powstające podczas wyładowań atmosferycznych (piorun). 